# Nathan Law

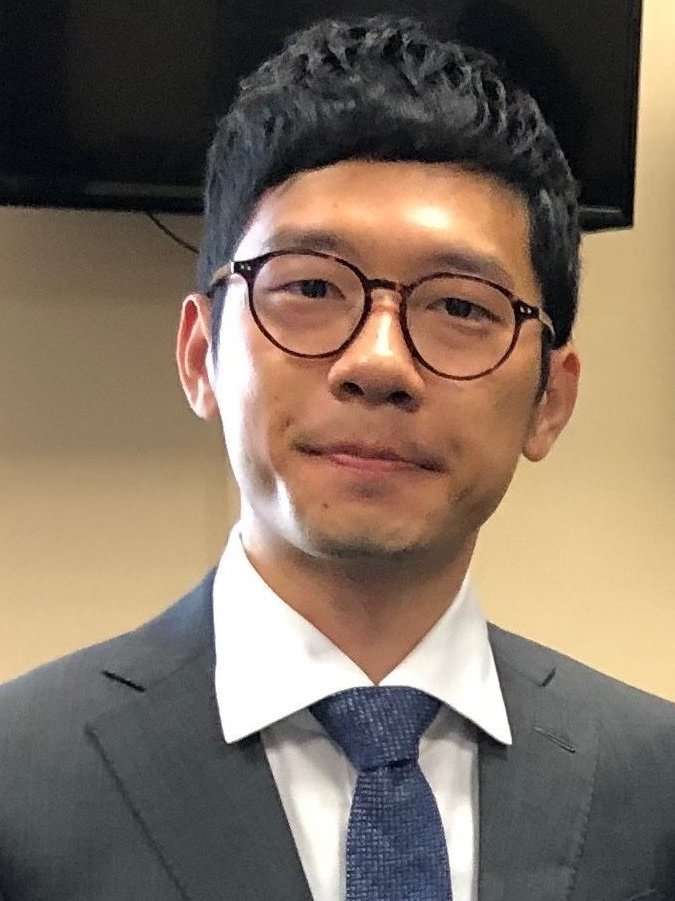
Nathan Law Kwun-chung am 17. September 2019

Nathan Law Kwun-chung (chinesisch 羅冠聰 / 罗冠聪, Pinyin Luó Guāncōng, Jyutping Lo4 Gun3cung1; * 13. Juli 1993 in Shenzhen, Provinz Guangdong, Volksrepublik China) ist ein chinesischer Politiker aus der Sonderverwaltungszone Hongkong.

## Biografie
Laws Vater stammte aus der damaligen britischen Kronkolonie Hongkong und seine Mutter stammte aus der Volksrepublik China. Als Law Kwun-chung etwa sechs Jahre alt war, zog die Familie nach Hongkong. Dort besuchte er die Schule und nahm ein kulturwissenschaftliches Studium an der Lingnan University in Hongkong auf.
Er war Vorsitzender der Lingnan University Students’ Union (deutsch: Studentenvereinigung der Lingnan-Universität) in Tuen Mun und später Generalsekretär der Hong Kong Federation of Students (deutsch: Verband der Studenten von Hongkong). 2014 etablierte sich Law während der 79 Tage anhaltenden Demonstrationen für eine freie Direktwahl – im Jahr 2017 – des Hongkonger Regierungschefs als ein Anführer der studentischen Triebkräfte. Zuvor hatte die Nachricht, dass ein Gremium die Kandidaten für das Amt des Regierungschefs der Verwaltungszone vorab auswählen werde, die Diskussion um die Auslegung der chinesisch-britischen gemeinsamen Erklärung zu Hongkong, welche Hongkong freie Wahlen zusichert, neu entfacht.
Im April 2016 gründete Law gemeinsam mit weiteren Anführern der Proteste des Jahres 2014, wie z. B. Joshua Wong, die politische Partei Demosistō (ein Kunstwort aus altgriechisch δῆμος dēmos „Volk“ und lateinisch sisto „ich stelle auf“; 香港眾志 / 香港众志 – „Volkswille Hongkongs“) und wurde ihr erster Vorsitzender. Bei den Legislativwahlen in Hongkong am 5. September 2016 wurde er in den Legislativrat der Sonderverwaltungszone gewählt. Hauptziel der Partei war die Abhaltung einer Volksabstimmung in Hongkong über die Selbstbestimmung Hongkongs nach dem Ende der 50-jährigen Übergangsphase mit garantierten Sonderrechten Hongkongs im Jahr 2047. Demosistō setzte sich bis zu dessen Selbstauflösung im Juni 2020 für eine Unabhängigkeit Hongkongs von China ein.
Im Juli 2016 wurde Law von der Hongkonger Justiz schuldig gesprochen, die Proteste in Hongkong 2014 mit angeführt zu haben. Ein Hongkonger Gericht hob das Urteil im August 2017 auf und verurteilte Law zu einer achtmonatigen Haftstrafe.
Als Law am 12. Oktober 2016 seinen Eid als Abgeordneter im Hongkonger Legislativrat leistete, kam es zu einem Eklat. Law sprach zwar die Eidesformel in der vorgegebenen Form, hielt jedoch zuvor eine kleine Ansprache, in der er die Zeremonie der Vereidigung als ein „Werkzeug der Autoritäten zur Unterdrückung der öffentlichen Meinung“ bezeichnete (in dem Eid muss der Volksrepublik China Treue geschworen werden). Anschließend protestierte er gegenüber dem Sekretär des Legislativrates, der die korrekte Eidesleistung überwachte, dass die Eide von drei Abgeordneten (Yau Wai-ching, Baggio Leung und Edward Yiu) für ungültig erklärt worden waren, und weigerte sich, wieder auf seinen Abgeordnetensitz zurückzukehren. Die Zeremonie, die im Fernsehen übertragen wurde, wurde daraufhin unterbrochen.

## Asylrecht in Großbritannien
Im Dezember 2020 beantragte Law Asyl in Großbritannien; er war im Sommer 2020, kurz vor dem Inkrafttreten des nationalen Sicherheitsgesetzes, dorthin gereist. Anfang April 2021 gab Law bekannt, dass sein Asylantrag nach vier Monaten Prüfung genehmigt wurde. Die Entscheidung führte zu politischen Verstimmungen zwischen London und Peking.